# Раличево
Раличево е село в Южна България, област Кърджали, община Крумовград.

## География
Намира се само на около 20 км от държавната граница с Гърция. Отстои на 23 км югозападно от Крумовград, на 42 км югоизточно от Кърджали.
Разположено е в район с полупланински и хълмист релеф на надморска височина около 500 м. Климатът е преходно-средиземноморски, зимите са сравнително меки, а летата са продължителни и горещи.

## История
Турското наименование на селото е Рахман Ходжа. Твърди се, че селото е създадено от човек на име Рахман Ходжа.
Най-старата надгробна плоча в селото е на еничар и датира от 1770 г. Върху плочата е записано само "Молла Халил, 1770 г.", но от формата на изобразената над гроба чалма разбираме, че покойният е бил серденгечти, т.е. еничар, който се бие най-отпред.
По време на Балканските войни няколко къщи биват опожарени. След разпадането на Гюмюрджинската република (1913) селото попада под контрола на България. Няколко души от село Раличево са участвали в Първата световна война.
Селото се преименува от Рахман Ходжа на Раличево през 1934 г.

## Население
Всички жители на селото са турци мюсюлмани.

## Обслужване
Най-близките училище и читалище се намират в село Токачка. Пак там може да бъде получена медицинска помощ. На територията на селото има общопрактикуващ лекар. Многопрофилна болница, детска градина, средно училище има чак в общинския град.

## Личности
- Рахман Ходжа, легендарен основател на селото
- Сюлейман ефенди бин Халил (п. 1867), наиб, кадия на каазата на Султан йери (дн. Момчилград)

## Галерия
- Селският месджид (джамия)
- Гледка към селото
- Селският язовир
- Изглед от селото
- Изворче в с. Раличево
- Гробът на Сюлейман ефенди бин Халил